# Leta odločitve
Leta odločitve je slovenski dramski film iz leta 1984 v režiji Boštjana Vrhovca po scenariju Branka Gradišnika. Peter se vrne iz vojske, doma ga oče obtožuje za smrt matere, policija pa ga obtoži za smrt dekleta Leni. 

## Igralci
- Angel Arčon
- Jožica Avbelj kot Cveta
- Polde Bibič kot Silni
- Boris Cavazza kot oče
- Slavko Cerjak
- Damjana Černe kot Leni
- Brane Gruber
- Slavko Jan kot ded
- Roman Končar
- Iztok Mlakar
- Jože Mraz
- Andrej Nahtigal
- Boris Ostan kot Peter
- Jana Šmid
- Aleš Valič kot Jernej